# Discografia di Amy Winehouse
Alla sua morte a 27 anni il 23 luglio 2011 la Winehouse aveva venduto un totale di 1.753.418 singoli e 3.982.571 album nel solo Regno Unito, oggi conta più di 30 milioni di dischi venduti in tutto il mondo. Prima della sua morte stava realizzando un terzo album, Lioness: Hidden Treasures, progetto pubblicato cinque mesi dopo la sua morte come compilation. Successivamente altre opere postume sono state pubblicate.

## Album

### Album in studio
| Titolo                    | Titolo e dettagli                                                                                              | Classifiche | Classifiche | Classifiche | Classifiche | Classifiche | Classifiche | Classifiche | Classifiche | Classifiche | Classifiche | Vendite                                             | Certificazioni |
| Titolo                    | Titolo e dettagli                                                                                              | UK          | AUS         | AUT         | FRA         | GER         | IRE         | NLD         | NZ          | SWI         | US          | Vendite                                             | Certificazioni |
| ------------------------- | --- | ----------- | ----------- | ----------- | ----------- | ----------- | ----------- | ----------- | ----------- | ----------- | ----------- | --------------------------------------------------- | --- |
| Frank                     | - Pubblicato: 20 ottobre 2003 - Etichetta: Island, Universal Music (#9812918) - Formati: CD, download digitale | 13          | 23          | 5           | 9           | 9           | 9           | 7           | 22          | 16          | 33          | - UK: 1.000.000 - US: 315.000                       | - UK : 3× Platino - AUS: Oro - AUT: Oro - FRA : Oro - GER : Platino - SWI: Platino                                                                               |
| Back to Black             | - Pubblicato: 4 ottobre 2006 - Etichetta: Island (#1713041) - Formati: CD, download digitale                   | 1           | 4           | 1           | 1           | 1           | 1           | 1           | 1           | 1           | 2           | - Mondo: 20.000.000 - UK: 4.000.000 - US: 3.000.000 | - UK: 13× Platino - AUS: 3× Platino - AUT: 7× Platino - FRA: 2× Platino - GER: 6× Platino - ITA: 3× Platino - NZ: 3× Platino - SWI: 7× Platino - US : 2× Platino |
| Lioness: Hidden Treasures | - Pubblicato: 2 dicembre 2011 - Etichetta: Island - Formati: CD, download digitale                             | 1           | 8           | 1           | 2           | 3           | 4           | 1           | 2           | 1           | 5           | - Mondo: 2.400.000                                  | - UK: 3× Platino - AUS: Oro - AUT: Platino - GER: Platino - IRE: 2× Platino - NZ: Platino - SWI: Platino                                                         |

### Album dal vivo
| Anno | Titolo e dettagli                                                                                                | Classifiche | Classifiche | Classifiche | Classifiche | Classifiche |
| Anno | Titolo e dettagli                                                                                                | UK          | AUT         | FRA         | GER         | NLD         |
| ---- | --- | ----------- | ----------- | ----------- | ----------- | ----------- |
| 2012 | Amy Winehouse at the BBC - Pubblicato: 12 novembre 2012 - Etichetta: Island, Lioness - Formati: CD + DVD set, LP | 83          | 68          | 54          | 54          | 41          |

## Box set
| Anno | Titolo e dettagli                                                                                   | Classifica |
| Anno | Titolo e dettagli                                                                                   | FRA        |
| ---- | --------------------------------------------------------------------------------------------------- | ---------- |
| 2008 | Frank / Back to Black - Pubblicato: 21 novembre 2008 - Etichetta: Island (#1789558) - Formato: 4 CD | 38         |
| 2012 | The Album Collection - Pubblicato: 25 settembre 2012 - Etichetta: Island - Formato: 3 CD            | 109        |
| 2012 | Amy Winehouse at the BBC - Pubblicato: 12 novembre 2012 - Etichetta: Island - Formato: 3 DVD + 1 CD | —          |
| 2015 | The Collection - Pubblicato: 11 dicembre 2015 - Etichetta: Island - Formato: 8 LP                   | —          |
| 2020 | 12×7: The Singles Collection - Pubblicato: 20 novembre 2020 - Etichetta: Universal - Formato: 12 7″ | —          |
| 2020 | Amy Winehouse: The Collection - Pubblicato: 27 novembre 2020 - Etichetta: Universal - Formato: 5 CD | —          |

## Extended play
| Anno | Titolo e dettagli                                                                                          |
| ---- | --- |
| 2004 | Sessions@AOL - Pubblicato: 1º giugno 2004 - Etichetta: Island - Formato: download digitale                 |
| 2006 | NapsterLive Sessions - Pubblicato: 11 dicembre 2006 - Etichetta: Island - Formato: download digitale       |
| 2007 | iTunes Festival: London 2007 - Pubblicato: 13 agosto 2007 - Etichetta: Island - Formato: download digitale |
| 2007 | Frank - Remixes - Pubblicato: 23 luglio 2007 - Etichetta: Island - Formato: download digitale              |
| 2007 | Remixes & B Sides - Pubblicato: 2007 - Etichetta: Island - Formato: download digitale                      |
| 2008 | The Ska EP - Pubblicato: Agosto 2008 - Etichetta: Island - Formato: disco in vinile                        |
| 2012 | Rehab - Pubblicato: 2012 - Etichetta: Island - Formato: disco in vinile                                    |

## Singoli

### Come artista principale
| Anno | Singolo                          | Posizioni massime in classifica | Posizioni massime in classifica | Posizioni massime in classifica | Posizioni massime in classifica | Posizioni massime in classifica | Posizioni massime in classifica | Posizioni massime in classifica | Posizioni massime in classifica | Posizioni massime in classifica | Posizioni massime in classifica | Album                                |
| Anno | Singolo                          | UK                              | AUS                             | AUT                             | FRA                             | GER                             | IRE                             | NL                              | NZ                              | SWI                             | US                              | Album                                |
| ---- | -------------------------------- | ------------------------------- | ------------------------------- | ------------------------------- | ------------------------------- | ------------------------------- | ------------------------------- | ------------------------------- | ------------------------------- | ------------------------------- | ------------------------------- | ------------------------------------ |
| 2003 | Stronger Than Me                 | 71                              | —                               | —                               | —                               | —                               | —                               | 87                              | —                               | —                               | —                               | Frank                                |
| 2004 | Take the Box                     | 57                              | —                               | —                               | —                               | —                               | —                               | —                               | —                               | —                               | —                               | Frank                                |
| 2004 | In My Bed / You Sent Me Flying   | 60                              | —                               | —                               | —                               | —                               | —                               | —                               | —                               | —                               | —                               | Frank                                |
| 2004 | Fuck Me Pumps / Help Yourself    | 65                              | —                               | —                               | —                               | —                               | —                               | —                               | —                               | —                               | —                               | Frank                                |
| 2006 | Rehab                            | 7                               | 27                              | 19                              | 11                              | 23                              | 21                              | 13                              | 12                              | 11                              | 9                               | Back to Black                        |
| 2007 | You Know I'm No Good             | 18                              | 89                              | 50                              | 17                              | 71                              | 39                              | 27                              | —                               | 7                               | 77                              | Back to Black                        |
| 2007 | Back to Black                    | 8                               | 56                              | 3                               | 15                              | 8                               | 11                              | 18                              | —                               | 8                               | 155                             | Back to Black                        |
| 2007 | Tears Dry on Their Own           | 16                              | —                               | —                               | 87                              | 56                              | 26                              | 100                             | —                               | —                               | —                               | Back to Black                        |
| 2007 | Love Is a Losing Game            | 33                              | —                               | —                               | —                               | —                               | 33                              | 88                              | —                               | —                               | —                               | Back to Black                        |
| 2008 | Just Friends                     | —                               | —                               | —                               | —                               | —                               | —                               | —                               | —                               | —                               | —                               | Back to Black                        |
| 2011 | Body and Soul (con Tony Bennett) | 40                              | 97                              | 36                              | 27                              | 31                              | —                               | 9                               | —                               | 35                              | 87                              | Lioness: Hidden Treasures / Duets II |
| 2011 | Our Day Will Come                | 29                              | —                               | —                               | 54                              | 55                              | —                               | 52                              | —                               | 69                              | —                               |                                      |

### Come artista ospite
| Anno | Singolo                                      | Posizioni massime in classifica | Posizioni massime in classifica | Posizioni massime in classifica | Posizioni massime in classifica | Posizioni massime in classifica | Posizioni massime in classifica | Posizioni massime in classifica | Album        |
| Anno | Singolo                                      | UK                              | AUT                             | GER                             | IRE                             | NL                              | NZ                              | SWI                             | Album        |
| ---- | -------------------------------------------- | ------------------------------- | ------------------------------- | ------------------------------- | ------------------------------- | ------------------------------- | ------------------------------- | ------------------------------- | ------------ |
| 2007 | Valerie (Mark Ronson feat. Amy Winehouse)    | 2                               | 5                               | 3                               | 3                               | 1                               | 39                              | 4                               | Version      |
| 2007 | B Boy Baby (Mutya Buena feat. Amy Winehouse) | 73                              | —                               | —                               | —                               | —                               | —                               | —                               | Real Girl    |
| 2012 | Cherry Wine (Nas feat. Amy Winehouse)        | 144                             | —                               | —                               | —                               | —                               | —                               | —                               | Life Is Good |

## Altre canzoni entrate in classifica
| Anno | Brano musicale                            | Posizioni massime in classifica | Posizioni massime in classifica | Posizioni massime in classifica | Posizioni massime in classifica | Posizioni massime in classifica | Posizioni massime in classifica | Posizioni massime in classifica | Posizioni massime in classifica | Posizioni massime in classifica | Posizioni massime in classifica | Album                         |
| Anno | Brano musicale                            | UK                              | AUS                             | AUT                             | GER                             | IRL                             | NLD                             | NZ                              | SWI                             | POR                             | US                              | Album                         |
| ---- | ----------------------------------------- | ------------------------------- | ------------------------------- | ------------------------------- | ------------------------------- | ------------------------------- | ------------------------------- | ------------------------------- | ------------------------------- | ------------------------------- | ------------------------------- | ----------------------------- |
| 2007 | Valerie (versione solista al Live Longue) | 37                              | 34                              | 35                              | 48                              | 33                              | 4                               | 29                              | 44                              | —                               | —                               | Back to Black: Deluxe Edition |
| 2007 | Cupid                                     | —                               | —                               | —                               | —                               | —                               | —                               | —                               | 49                              | —                               | —                               | Back to Black: Deluxe Edition |
| 2011 | Will You Still Love Me Tomorrow?          | 62                              | —                               | —                               | —                               | —                               | —                               | —                               | —                               | —                               | 103                             | Lioness: Hidden Treasures     |
| 2011 | The Girl from Ipanema                     | —                               | —                               | —                               | —                               | —                               | —                               | —                               | —                               | 13                              | —                               | Lioness: Hidden Treasures     |

## Videografia

### Video album
| Titolo | Titolo e dettagli | Note |
| ------ | --- | --- |
| 2007   | Sympatico MSN Presents Amy Winehouse Live @ The Orange Lounge - Registrato: 11 maggio 2007 - Pubblicato: 23 ottobre 2007 - Etichetta: Universal Republic - Formato: DVD | - Esibizioni in studio di Back to Black, Rehab, You Know I'm No Good e Love Is a Losing Game - Accompagnamento del chitarrista Binky Griptite dei Sharon Jones & The Dap-Kings - Registrato all'Orange Lounge Recording Studio di Toronto - Incluso come un DVD bonus nell'esclusiva edizione deluxe di Back to Black |
| 2007   | I Told You I Was Trouble: Live in London - Registrato: 9 marzo 2007 - Pubblicato: 5 novembre 2007 - Etichetta: Island - Formato: DVD, Blu-ray, LP, CD                   | - Concerto dal vivo registrato allo Shepherd's Bush Empire di Londra - Incluso un documentario che si focalizza sulla crescita della fama della cantante |
| 2007   | Back to Black (in Video) - Registrato: 2006-2007 - Pubblicato: 13 novembre 2007 - Etichetta: Island - Formato: digitale                                                 | - Include quattro video musicali pubblicati tra il 2006 e il 2007 - Il quarto video è una performance dal vivo di Back to Black al SXSW |
| 2011   | In Concert 2007 - Registrato: 29 giugno 2007 - Pubblicato: 30 agosto 2011 - Etichetta: Immortal - Formato: DVD                                                          | - Concerto dal vivo registrato all'Eurockéennes Festival di Belfort |

### Video musicali
| Anno | Canzone                                 | Regista                        |
| ---- | --------------------------------------- | ------------------------------ |
| 2003 | Stronger Than Me                        | Enrico Zanetti                 |
| 2004 | Take The Box                            | Kyle Eaton                     |
| 2004 | In My Bed                               | Paul Gore                      |
| 2004 | Fuck Me Pumps                           | Marlene Rhein                  |
| 2006 | Rehab                                   | Phil Griffin                   |
| 2007 | You Know I'm No Good                    | Phil Griffin                   |
| 2007 | Back to Black                           | Phil Griffin                   |
| 2007 | Tears Dry on Their Own                  | David LaChapelle               |
| 2007 | Love Is a Losing Game (montage version) | Sconosciuto                    |
| 2007 | Love Is a Losing Game (live version)    | Sconosciuto                    |
|      | Valerie (Mark Ronson e le Winettes)     | Robert Hales                   |
| 2008 | Just Friends                            | Anthony Mathile e Robert Semme |
| 2011 | Body and Soul                           | Unjoo Moon                     |
| 2011 | Our Day Will Come                       | Sconosciuto                    |